# An American Haunting
An American Haunting er en horrorfilm fra 2005 skrevet og instrueret af Courtney Solomon. I hovedrollerne ses Donald Sutherland, Sissy Spacek, Rachel Hurd-Wood, og James D'Arcy. Filmen blev fremvist ved AFI Film Festival den 5. november 2005 og blev udgivet i amerikanske biografer den 5. maj 2006. Filmen havde en tidligere udgivelse i England den 14. april 2006. Filmen blev dårligt modtaget af kritikere og publikum  og klaret sig dårligt i billetindtægter.
Filmen er baseret på romanen The Bell Witch: An American Haunting, af Brent Monahan. Begivenhederne i romanen er baseret på legenden om den Bell Witch. Filmen skifter fra det 19. århundrede til det 21., og har en sidehistorie om en nyligt fraskilt mor, hvis datter gennemgår noget lignende som Betsy Bell.

## Handling
Det begynder i nutiden med en ung pige, der har en drøm om at blive jagtet af noget uset gennem skoven og ind i hendes hus. Hendes mor kommer for at vække hende og finder et gammelt bundt breve fra det 19. århundrede, samt en gammel dukke. Brevene er fra en tidligere beboer af huset, og advarer moderen om, at hvis hun læser brevene og begynder at lægge mærke til overnaturlige hændelser, så er det utænkelige kommet tilbage. Filmen skifter derefter til det 19. århundrede, til en landsby, der plejede at være rundt om huset, og vi hører historien om Bell Witch. 
John Bell bliver taget til Kirkens ret. Han er anklaget for at stjæle en kvindes land. Kirken finder ham skyldig i at vise hende alt for stor interesse, men lader ham gå, fordi "tabet af sit gode navn er straf nok". Den krænkede kvinde, Kate Batts, der er berygtede i landsbyen på grund af påstande om hekseri, fortæller ham, at han skal nyde sit gode helbred og sin familie (især sin datters) gode helbred, mens han kan. Det skræmmer John Bell.
Kort tid efter begynder mærkelige ting at ske. John Bell ser en rabiet, sort ulv, der forsvinder, og hans yngste datter, Betsy, hører lyde i hendes værelse, som om der var nogen på værelset. Hun starter derefter at høre lyde oftere og har frygtelige mareridt om en lille pige i en rød kjole og en ond entitet, der altid kommer ind i hendes soveværelse efter, at alle andre sover.
I første omgang tror alle, det bare er mareridt. Men så ser hele familien Betsy svæve over gulvet som holdt af usynlige hænder, og de ser noget, som ser ud til at slå hende tværs over ansigtet. John Bell mener, at Kate Batts har forbandet ham.

## Medvirkende
- Donald Sutherland – John Bell
- Sissy Spacek – Lucy Bell
- James D'Arcy – Richard Powell
- Rachel Hurd-Wood – Betsy Bell / Entitet stemme
- Matthew Marsh – James Johnston
- Thom Fell – John Bell Jr.
- Zoe Thorne – Theny Thorn
- Gaye Brown – Kate Batts
- Sam Alexander – Joshua Gardner
- Miquel Brown – Chloe
- Vernon Dobtcheff – Ældste #1
- Shauna Shim – Anky
- Madalina Stan – Ethereal pige
- Philip Hurdwood – festdeltager (som Phillip Hurd-Wood)
- Vlad Cruceru – Richard Bell (6 år)